# Semaeopus plumbeostrota
Semaeopus plumbeostrota är en fjärilsart som beskrevs av Louis Beethoven Prout 1917. Semaeopus plumbeostrota ingår i släktet Semaeopus och familjen mätare. Inga underarter finns listade i Catalogue of Life.